# Sainte-Catherine (Rhône)
Pour les articles homonymes, voir Sainte-Catherine.
Sainte-Catherine (Sainti-Catharina en francoprovençal du Pays lyonnais) est une commune française, située dans le département du Rhône en région Auvergne-Rhône-Alpes.

## Géographie
Sainte Catherine est une commune française située à 680 m d’altitude dans le département du Rhône, en région Auvergne-Rhone-Alpes.

### Climat
Pour des articles plus généraux, voir Climat d'Auvergne-Rhône-Alpes et Climat du Rhône.
En 2010, le climat de la commune est de type climat des marges montargnardes, selon une étude du Centre national de la recherche scientifique s'appuyant sur une série de données couvrant la période 1971-2000. En 2020, Météo-France publie une typologie des climats de la France métropolitaine dans laquelle la commune est exposée à un climat de montagne ou de marges de montagne et est dans la région climatique  Nord-est du Massif Central, caractérisée par une pluviométrie annuelle de 800 à 1 200 mm, bien répartie dans l’année. 
Pour la période 1971-2000, la température annuelle moyenne est de 10 °C, avec une amplitude thermique annuelle de 16,7 °C. Le cumul annuel moyen de précipitations est de 839 mm, avec 9,3 jours de précipitations en janvier et 7 jours en juillet. Pour la période 1991-2020, la température moyenne annuelle observée sur la station météorologique de Météo-France la plus proche, « Saint-Didier-sous-Riverie », sur la commune de Chabanière à 5 km à vol d'oiseau, est de 11,6 °C et le cumul annuel moyen de précipitations est de 855,5 mm,. Pour l'avenir, les paramètres climatiques de la commune estimés pour 2050 selon différents scénarios d'émission de gaz à effet de serre sont consultables sur un site dédié publié par Météo-France en novembre 2022.

## Urbanisme

### Typologie
Au 1er janvier 2024, Sainte-Catherine est catégorisée commune rurale à habitat dispersé, selon la nouvelle grille communale de densité à sept niveaux définie par l'Insee en 2022.
Elle est située hors unité urbaine. Par ailleurs la commune fait partie de l'aire d'attraction de Lyon, dont elle est une commune de la couronne,. Cette aire, qui regroupe 397 communes, est catégorisée dans les aires de 700 000 habitants ou plus (hors Paris),.

### Occupation des sols
L'occupation des sols de la commune, telle qu'elle ressort de la base de données européenne d’occupation biophysique des sols Corine Land Cover (CLC), est marquée par l'importance des territoires agricoles (84,4 % en 2018), une proportion sensiblement équivalente à celle de 1990 (84,8 %). La répartition détaillée en 2018 est la suivante : 
prairies (57,2 %), zones agricoles hétérogènes (15,6 %), forêts (12,4 %), terres arables (11,5 %), zones urbanisées (3,2 %). L'évolution de l’occupation des sols de la commune et de ses infrastructures peut être observée sur les différentes représentations cartographiques du territoire : la carte de Cassini (XVIIIe siècle), la carte d'état-major (1820-1866) et les cartes ou photos aériennes de l'IGN pour la période actuelle (1950 à aujourd'hui).

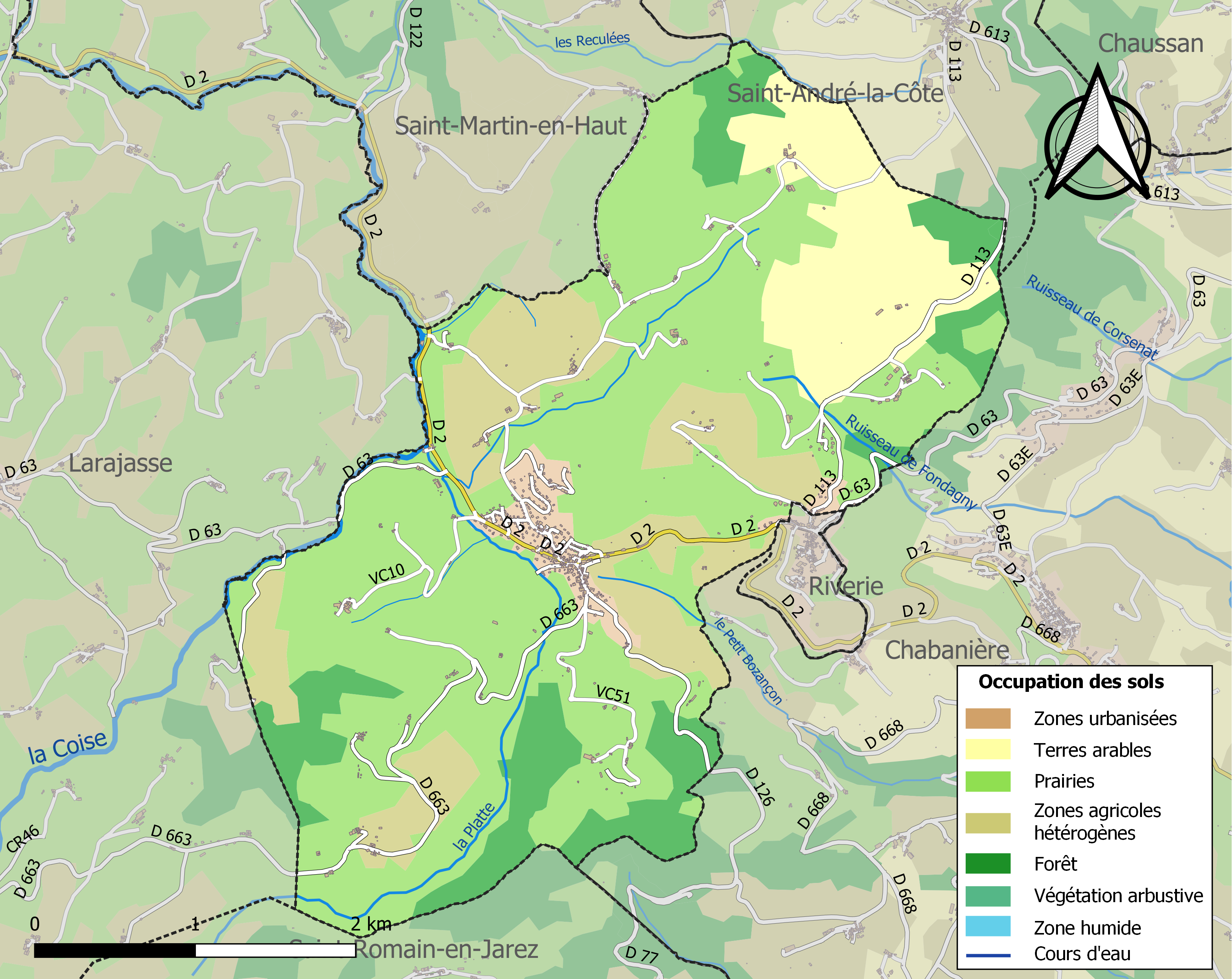
Carte des infrastructures et de l'occupation des sols de la commune en 2018 (CLC).

## Histoire
Au cours de la Révolution française, la commune porte provisoirement le nom de Riard-sous-Riverie.

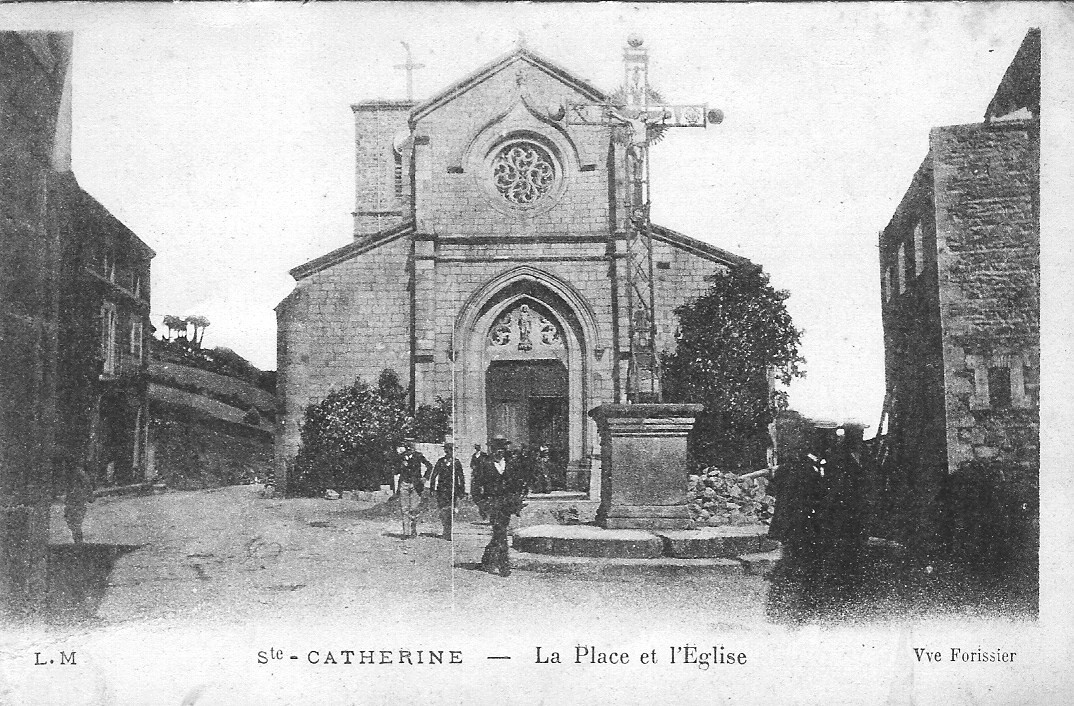
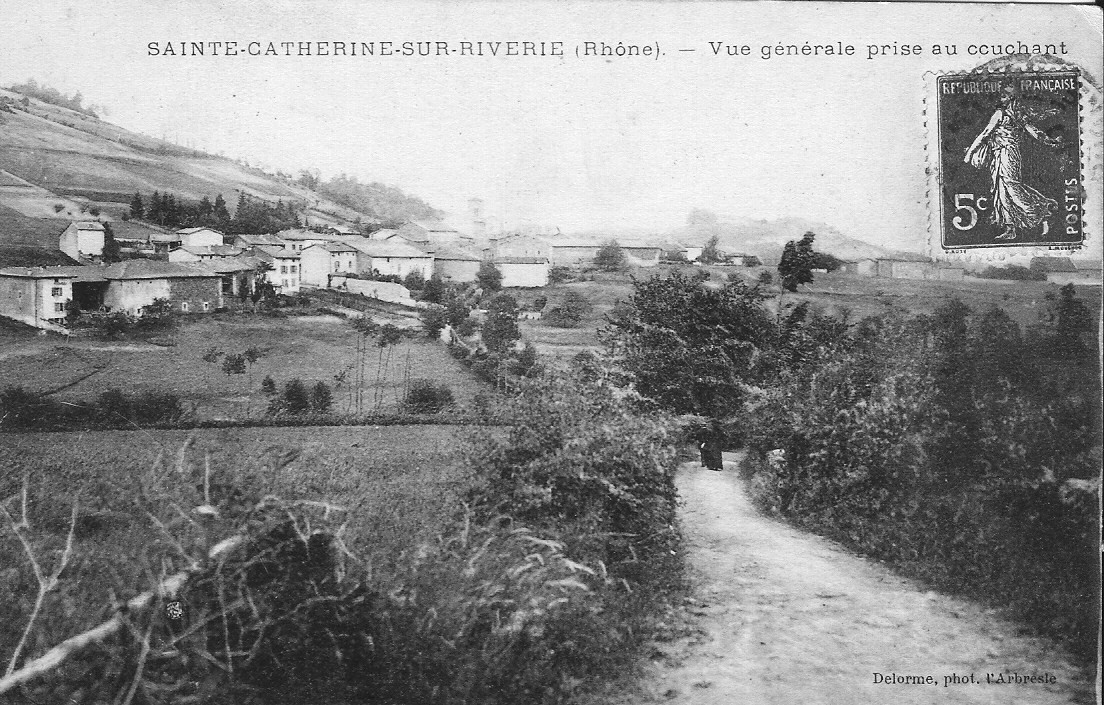
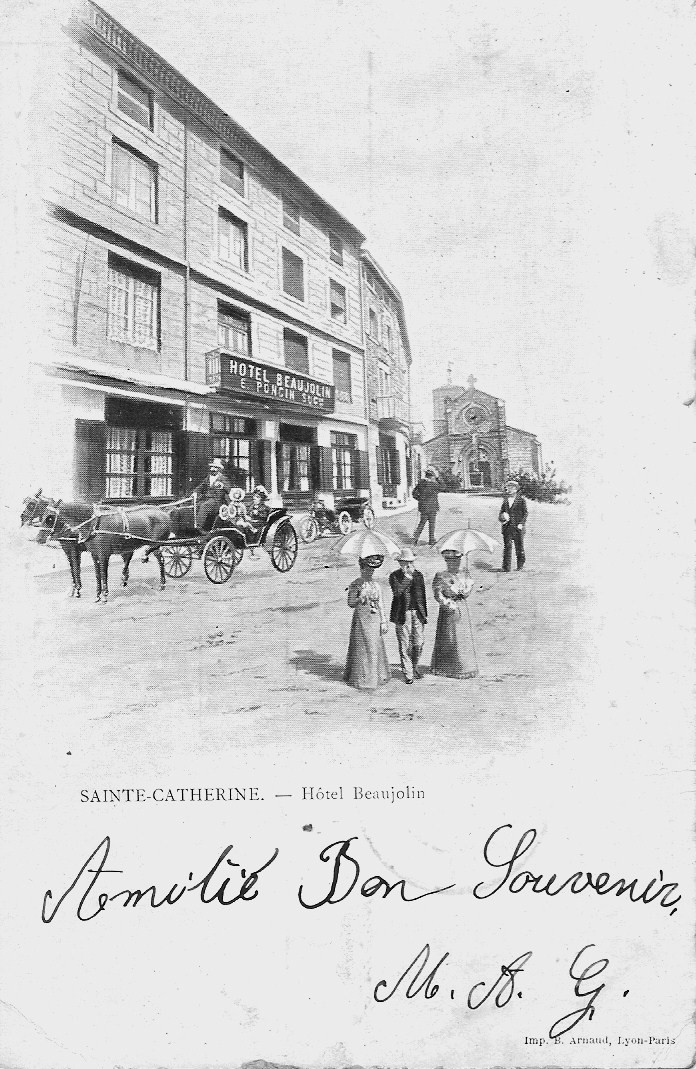

## Héraldique
| Armes | Les armes de Sainte-Catherine se blasonnent ainsi : De gueules à la bande ondée d'or chargée d'une bande ondée d'azur surchargée de deux poissons d'argent, celui de la pointe contourné, la bande accompagnée, en chef, d'une roue de Sainte Catherine brisée d'un quart senestre en chef, et, en pointe, d'un bâton de marche senestré d'une jonquille feuillée, le tout aussi d'or. |

## Lieux et monuments

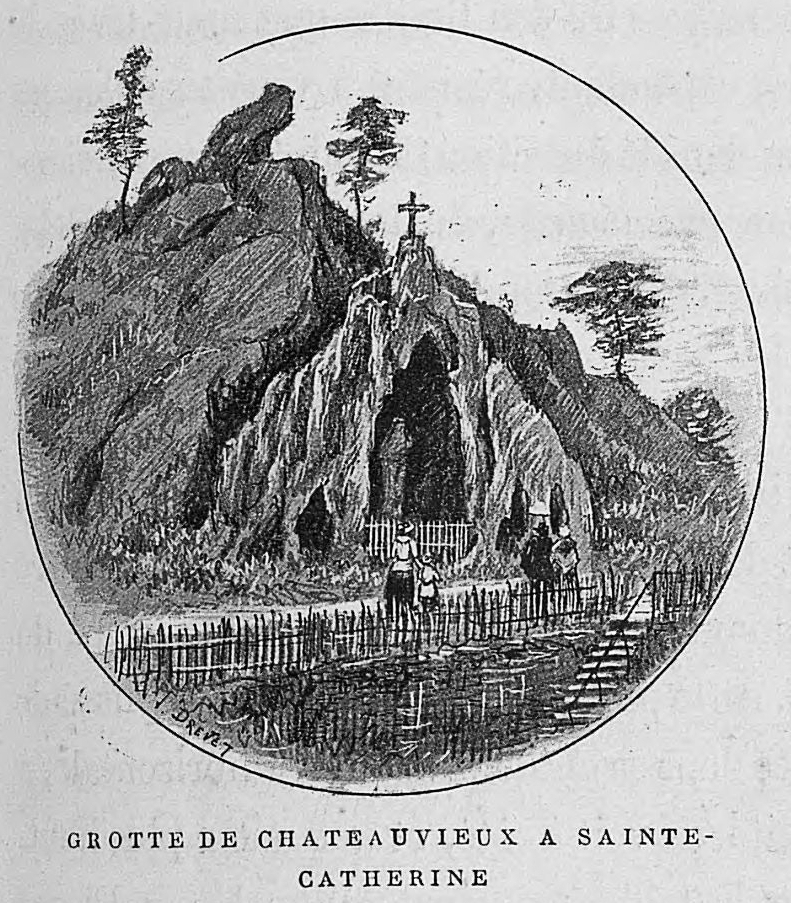
La grotte de Chateauvieux illustrée par Joannès Drevet (1854–1940).

## Politique et administration
| Période                                  | Période  | Identité         | Étiquette | Qualité |
| ---------------------------------------- | -------- | ---------------- | --------- | ------- |
| avant 1988                               | ....     | François Besson  |           |         |
| 2001                                     | 2008     | Jean Vogel       |           |         |
| 2008                                     | En cours | Pierre Dussurgey |           |         |
| Les données manquantes sont à compléter. |          |                  |           |         |

## Démographie
L'évolution du nombre d'habitants est connue à travers les recensements de la population effectués dans la commune depuis 1793. Pour les communes de moins de 10 000 habitants, une enquête de recensement portant sur toute la population est réalisée tous les cinq ans, les populations de référence des années intermédiaires étant quant à elles estimées par interpolation ou extrapolation. Pour la commune, le premier recensement exhaustif entrant dans le cadre du nouveau dispositif a été réalisé en 2005.

En 2022, la commune comptait 981 habitants, en évolution de −0,71 % par rapport à 2016 (Rhône : +3,93 %, France hors Mayotte : +2,11 %).
| 1793 | 1800 | 1806 | 1821 | 1831 | 1836 | 1841 | 1846 | 1851 |
| ---- | ---- | ---- | ---- | ---- | ---- | ---- | ---- | ---- |
| 624  | 462  | 646  | 634  | 665  | 688  | 700  | 723  | 771  |

| 1856 | 1861 | 1866 | 1872 | 1876 | 1881 | 1886 | 1891 | 1896 |
| ---- | ---- | ---- | ---- | ---- | ---- | ---- | ---- | ---- |
| 819  | 829  | 834  | 778  | 789  | 776  | 742  | 754  | 813  |

| 1901 | 1906 | 1911 | 1921 | 1926 | 1931 | 1936 | 1946 | 1954 |
| ---- | ---- | ---- | ---- | ---- | ---- | ---- | ---- | ---- |
| 802  | 801  | 721  | 657  | 600  | 620  | 629  | 639  | 570  |

| 1962 | 1968 | 1975 | 1982 | 1990 | 1999 | 2005 | 2006 | 2010 |
| ---- | ---- | ---- | ---- | ---- | ---- | ---- | ---- | ---- |
| 577  | 593  | 566  | 729  | 770  | 856  | 915  | 927  | 904  |

| 2015 | 2020 | 2022 | - | - | - | - | - | - |
| ---- | ---- | ---- | - | - | - | - | - | - |
| 996  | 997  | 981  | - | - | - | - | - | - |

## Personnalités liées à la commune
- Jean-Pierre Néel (1832-1862)[16]: né au hameau de Soleymieux sur la commune de Sainte-Catherine, il fréquenta les séminaires de Montbrison (Loire) et de l'Argentière avant d'étudier la théologie au séminaire des Missions Étrangères de Paris. Il fut ordonné prêtre en 1858 puis envoyé en mission en Chine dans la province de Guizhou. Dans un contexte politique difficile, il fut arrêté avec d'autres membres de sa communauté, torturé et décapité à Guiyang le 18 janvier 1862. 
Déclaré Vénérable par le pape Léon XIII le 3 février 1879 puis béatifié par Pie X avec d'autres martyrs de Chine et de l'Annam, il a été canonisé à Rome par Jean-Paul II le 1er octobre 2000.